# Ecnomolaus
Ecnomolaus is een geslacht van kevers uit de familie van de loopkevers (Carabidae). De wetenschappelijke naam van het geslacht is voor het eerst geldig gepubliceerd in 1892 door Bates.

## Soorten
Het geslacht Ecnomolaus is monotypisch en omvat slechts de volgende soort:
- Ecnomolaus clivinoides Bates, 1892